# Annay, Pas-de-Calais

Annay este o comună în departamentul Pas-de-Calais, Franța. În 1 ianuarie 2022 avea o populație de 4.544 de locuitori.